# Ostropel
Ostropelul este o tocană tradițională românească, care se face în principal din pui amestecat cu un sos gros de roșii. În plus, poate fi adăugat usturoi sau ceapă de primăvară. Iepure, miel sau alte tipuri de carne sunt, de asemenea, uneori folosite și, alternativ, versiunile vegetariene pot fi făcute în perioadele de post.

## Origini
La fel ca și alte feluri de mâncare, acesta se numără printre alimentele românești care nu au echivalent în străinătate. Prin urmare, este văzut ca un element de bază al bucătăriei tradiționale românești.

## Preparare
Felul de mâncare este preparat în mod tradițional prin prăjirea unor pulpe de pui. Apoi, apa se amestecă cu uleiul de gătit, sosul de roșii, făina, usturoiul și ceapa până când sosul ajunge la punctul de fierbere, moment în care se adaugă puiul și se lasă să fiarbă încă cincisprezece minute sau până când sosul capătă o consistență groasă. Înainte de servire, pătrunjelul se presară deasupra. Mămăliga este de obicei folosită ca garnitură, împreună cu o salată ușoară.

## Varietăți
Ca multe alte feluri de mâncare românești, ostropelul are variații regionale. De exemplu, în Moldova rețeta este destul de simplă, fără multe alte ingrediente adăugate la sos. Cu toate acestea, în Oltenia morcovii și oțetul se adaugă la sos, iar felul de mâncare final este servit cu cartofi fierți în loc de mămăligă.

## Anecdotă
Cunoscutul scriitor și jurnalist român Radu Anton Roman a scris în cartea sa Bucate, vinuri și obiceiuri românești: „Ostropel înseamnă, pentru cei ce habar n-au de noi, de munteni și de olteni, o tocăniță cu usturoi la rădăcină (lingvistică) la care eu aș bea fie o Seină (*) de Mehedinți, fie o Băbească Neagră de Covurlui, să sfârâie în cani și să umple casa de miros de ierburi proaspete.
(*) Seină=varietate de struguri vineți